# Де Паолис, Лучано
Лучано де Паолис (итал. Luciano De Paolis, 14 июня 1941, Рим, Лацио) — итальянский бобслеист, разгоняющий, выступавший за сборную Италии в конце 1960-х — середине 1970-х годов. Участник двух зимних Олимпийских игр, обладатель двух золотых медалей Игр 1968 года в Гренобле, чемпион мира и Европы.

## Биография
Лучано де Паолис родился 14 июня 1941 года в Риме, Лацио. С ранних лет увлёкся спортом, позже заинтересовался бобслеем и прошёл отбор в национальную сборную Италии, присоединившись к ней в качестве разгоняющего.
Сразу стал показывать неплохие результаты, благодаря чему удостоился права защищать честь страны на Олимпийских играх 1968 года в Гренобле, где, находясь в команде титулованного пилота Эудженио Монти, произвёл настоящий фурор, одержав победу в обеих дисциплинах. В зачёте двухместных экипажей немецкий пилот Хорст Флот показал точно такое же время и надеялся разделить золото с итальянцами, но судьи поставили его на второе место, потому что Монти в одной из попыток установил рекорд трассы. Итальянский спортсмен, будучи добропорядочным человеком, хотел оспорить решение судей, но товарищи по команде уговорили его остаться единственным золотым медалистом в двойках
В 1969 году де Паолис взял золото на чемпионате Европы в Червинии, годом спустя завоевал золотую медаль на мировом первенстве в швейцарском Санкт-Морице. Так как его партнёр Эудженио Монти к тому времени уже ушёл из бобслея, дальнейшая карьера де Паолиса протекала уже не так ярко. В 1972 году он ездил соревноваться на Олимпийские игры в Саппоро, на церемонии открытия нёс знамя Италии, но не смог добраться там до призовых мест, приехав в четвёрках лишь восьмым. Впоследствии Лучано де Паолис продолжил соревноваться на высоком уровне, хоть и менее успешно. В середине 1970-х годов, не попав на Олимпиаду в Инсбрук, принял решение завершить карьеру профессионального спортсмена, уступив место молодым итальянским бобслеистам.